# Lisandro Magallán
Lisandro Magallán (* 27. September 1993 in La Plata, Provinz Buenos Aires) ist ein argentinischer Fußballspieler, der als Innenverteidiger beim spanischen Verein FC Elche unter Vertrag steht. Er vertrat auch die argentinische Fußballmannschaft bei den Olympischen Sommerspielen 2016.

## Vereinskarriere
Magallán wurde in La Plata geboren und debütierte am 10. August 2010 für Gimnasia La Plata.
Am 26. Juli 2012 zahlte Boca Juniors 1,2 Mio. Euro für 80 % der Rechte an Magallán. Im Oktober 2014 erzielte Magallán sein erstes Tor für Boca Juniors im Superclásico gegen River Plate.
Er unterschrieb am 2. Januar 2019 beim niederländischen Verein Ajax Amsterdam. Er debütierte in der Eredivisie am 27. Januar 2019 bei einer 2:6-Auswärtsniederlage gegen Feyenoord Rotterdam.
2019 wechselte er auf Leihbasis zu Deportivo Alavés. Im Anschluss folgte eine weitere Leihe zum FC Crotone. In der Saison 2021/22 stand er zunächst wieder im Kader von Ajax Amsterdam. Ohne dass er für diesen Verein ein Spiel bestritten hat, wurde er Ende August 2021 zum belgischen Erstdivisionär RSC Anderlecht ausgeliehen. Magallán bestritt für Anderlecht 24 von 35 möglichen Ligaspiele sowie sechs Pokalspiele, bei denen er ein Tor schoss. Anderlecht war nicht an einer Fortsetzung der Ausleihe interessiert.
Im Januar 2023 wechselte er zum spanischen Erstligisten FC Elche.

## Nationalmannschaft
Er hat für die U-20 Nationalmannschaft und die Olympiaauswahl seines Landes gespielt.

## Titel und Erfolge
Boca Juniors
- Argentinischer Meister: 2015, 2017, 2018

Ajax Amsterdam
- Niederländischer Meister: 2019
- Niederländischer Pokalsieger: 2019